# Rudy Pilous
Temple de la renommée : 1985
Rudolph Pilous (né le 11 août 1914 à Winnipeg au Canada — mort le 5 décembre 1994) est un joueur et entraîneur professionnel canadien de hockey sur glace. Il a remporté la coupe Stanley avec les Black Hawks de Chicago en 1960-1961.

## Biographie
Après une carrière de joueur essentiellement amateur, Pilous devient entraîneur des Teepees de Saint-Catharines avec lesquels il remporte la coupe Memorial en 1954. En 1957, il devient entraîneur-chef des Black Hawks de Chicago et en 1960-1961, il mène l'équipe à la conquête de sa troisième coupe Stanley. En 1963, il est renvoyé et devient entraîneur des Invaders de Denver dans la Western Hockey League où il remporte la saison régulière. En 1975, il devient entraîneur des Jets de Winnipeg dans l'Association mondiale de hockey. Il en devient ensuite le directeur général et remporte trois coupes AVCO en 1976, 1978 et 1979. En 1985, il est intronisé au Temple de la renommée du hockey.